# Faillites bancaires de 2023 aux États-Unis
Les faillites bancaires de 2023 aux États-Unis sont survenues en mars 2023 lorsque trois grandes banques aux États-Unis fortement exposées au secteur de la technologie et à la crypto-monnaie se sont effondrées,.
La première banque à faire faillite, Silvergate Bank, a annoncé qu'elle fermerait ses portes le 8 mars en raison des pertes subies dans son portefeuille de prêts. À la suite de l'effondrement de la Silvergate Bank, une panique bancaire s'est produite à la Silicon Valley Bank, une banque qui avait beaucoup prêté à des startups technologiques, provoquant l'effondrement de la Silicon Valley Bank et sa prise en charge par les régulateurs le 10 mars. Signature Bank, une banque qui faisait fréquemment affaire avec des entreprises de crypto-monnaie, a été fermée par les régulateurs deux jours plus tard, le 12 mars, les régulateurs citant des risques systémiques,. Les effondrements de la Silicon Valley Bank et de la Signature Bank ont été les deuxième et troisième plus grandes faillites bancaires de l'histoire des États-Unis (en), plus petits seulement que l'effondrement de Washington Mutual en 2008 pendant la crise financière contemporaine.
En réponse aux faillites bancaires, le Conseil des gouverneurs de la Réserve fédérale, la Federal Deposit Insurance Corporation et le Département du Trésor des États-Unis ont annoncé dans un communiqué conjoint que des mesures extraordinaires seraient prises pour garantir que tous les dépôts auprès des banques défaillantes seraient honorés, avec la Réserve fédérale annonçant séparément la création du Bank Term Funding Program (BTFB), un programme qui offrirait des prêts d'une durée maximale d'un an aux banques, associations d'épargne (en), coopératives de crédit et autres institutions de dépôt (en) éligibles s'engageant auprès du Trésor, dette d'agence (en) et titres adossés à des créances hypothécaires, et autres actifs éligibles en garantie,.

## Contexte
Plusieurs grandes banques aux États-Unis ont acquis une exposition au marché (en) de la crypto-monnaie et des entreprises liées à la crypto-monnaie avant et pendant la pandémie de Covid-19. Parmi ces banques figuraient la Silvergate Bank, la Silicon Valley Bank et la Signature Bank, chacune s'étant effondrée en mars 2023.

### Silvergate Bank
Silvergate Bank était une banque basée en Californie qui a commencé ses activités en 1988 en tant qu'association d'épargne et de crédit. Dans les années 2010, la banque a commencé à fournir des services bancaires aux acteurs du marché de la crypto-monnaie. La banque a demandé l'approbation réglementaire à l'été 2014 pour faire affaire avec des entreprises de crypto-monnaie. La banque a considérablement augmenté les actifs de son bilan, doublant ses actifs au cours de son exercice 2017 à 1,9 milliard de dollars, en desservant les échanges de crypto-monnaie et d'autres sociétés impliquées dans le secteur de la crypto-monnaie qui ne pouvaient pas obtenir de financement auprès de banques plus grandes et plus conservatrices. Malgré sa croissance rapide, l'entreprise a conservé une petite empreinte physique. En 2018, la banque ne comptait que trois succursales, toutes situées dans le sud de la Californie. Au quatrième trimestre de 2022, 90% des dépôts de la banque étaient devenus liés à la crypto-monnaie, avec plus d'un milliard de dollars de dépôts liés à Sam Bankman-Fried.
En plus de fournir des services bancaires traditionnels à ses clients de crypto-monnaie, la banque fonctionnait comme une chambre de compensation pour ses clients bancaires. Il s'est impliqué dans la résolution et le règlement des transactions en temps réel via son réseau propriétaire Silvergate Exchange. Le réseau permettait à un client d'envoyer des paiements en dollars américains depuis ses comptes auprès de Silvergate vers ceux d'un autre client de la banque sans nécessiter de virement interbancaire. En raison de la rapidité relative du règlement des transactions réalisé sur le réseau de Silvergate, un grand nombre de sociétés de crypto-monnaie ont ouvert des comptes auprès de la banque pour profiter des délais de règlement rapides des transactions de Silvergate.

### Silicon Valley Bank
La Silicon Valley Bank (SVB) était une banque commerciale fondée en 1983 et basée à Santa Clara, en Californie. Jusqu'à son effondrement, SVB était la 16e plus grande banque des États-Unis et était fortement orientée vers les entreprises et les particuliers de l'industrie technologique,,. Près de la moitié des entreprises américaines de soins de santé et de technologie soutenues par du capital-risque ont été financées par SVB. Des entreprises telles que Airbnb, Cisco, Fitbit, Pinterest et Block, Inc. ont été clientes de la banque. En plus de financer des entreprises soutenues par du capital-risque, SVB était bien connue comme une source de banque privée, de lignes de crédit personnelles et de prêts hypothécaires pour les entrepreneurs technologiques.

### Signature Bank
Signature Bank était une banque basée à New York fondée en 2001. La banque a commencé comme une filiale de Bank Hapoalim qui a pris des clients avec des actifs d'environ 250 000 $, prêtant à de petites entreprises basées à New York et dans la métropole environnante. La banque a fourni un financement sur le marché du logement locatif résidentiel multifamilial dans la région métropolitaine de New York à partir de 2007,, bien qu'elle ait commencé à réduire son exposition au marché au cours des années 2010. En 2019, un peu plus des quatre dixièmes de la valeur des prêts de la banque étaient accordés à des propriétaires multifamiliaux de la région métropolitaine de New York, représentant 15,8 milliards de dollars sur les 38,9 milliards de dollars de prêts nets de la banque,.
À partir de 2018, Signature Bank a commencé à courtiser les clients de l'industrie de la crypto-monnaie, en obtenant des embauches expérimentées dans la région dans le but de s'éloigner de sa dépendance aux prêts immobiliers. La quantité de dépôts détenus à la banque a considérablement augmenté, les dépôts passant d'environ 36,3 milliards de dollars à la fin de l'exercice 2018 à 104 milliards de dollars en août 2022. Ce mois-là, plus d'un quart des dépôts de la banque détenus étaient ceux de sociétés de crypto-monnaie. Ses clients du secteur de la crypto-monnaie comprenaient de grands opérateurs d'échange de crypto-monnaie, tels que Celsius Network et Binance. Au début de 2023, Signature Bank était devenue le deuxième plus grand fournisseur de services bancaires de l'industrie de la crypto-monnaie, juste derrière Silvergate Bank.
En plus de fournir des services bancaires traditionnels aux clients de crypto-monnaie, Signature Bank a ouvert un réseau de paiement propriétaire à utiliser parmi ses clients de crypto-monnaie. Le réseau de paiement, Signet, avait ouvert en 2019 pour les clients agréés et permettait le règlement brut en temps réel des transferts de fonds via la blockchain sans tiers ni frais de transaction. À la fin de 2020, Signature Bank comptait 740 clients utilisant Signet,. Le réseau a continué à se développer pendant les années suivantes, Coinbase et le stablecoin indexé sur le dollar TrueUSD étaient devenus intégrés à Signet en 2022 et 2021, respectivement.

## Faillites bancaires

### Silvergate Bank
Malgré la réalisation de la majorité de ses activités avec des sociétés de crypto-monnaie, le portefeuille d'investissement de Silvergate était assez conservateur, la société a pris des positions importantes dans des titres adossés à des créances hypothécaires ainsi que dans des obligations américaines. Ces types d'actifs, bien que fiables pour être entièrement libérés jusqu'à leur date d'échéance, comportent des risques associés aux variations des taux d'intérêt. Il existe une relation inverse entre la valeur de marché (en) d'une obligation et le rendement de l'obligation. Alors que les taux d'intérêt ont grimpé pendant la poussée d'inflation de 2021-2023, le prix de marché de ces titres a diminué de manière significative. Lorsque ces pertes ne sont pas réalisées (en), cela n'entraîne généralement pas la cessation des activités de la banque, car la banque recevra le paiement intégral selon les conditions initiales de l'obligation. Cependant, si elle est forcée de vendre ces titres à un prix inférieur au prix du marché, les pertes sur ces types d'actifs se réalisent, ce qui pose des risques importants pour la capacité de la banque à poursuivre ses activités.
Silvergate a été victime d'une panique bancaire à la suite de la faillite de FTX. Les dépôts des entreprises liées à la crypto-monnaie ont chuté de 68% à la banque, la banque étant confrontée à des demandes de ses clients pour retirer plus de 8 milliards de dollars de dépôts. Comme Silvergate n'avait pas assez de liquidités pour satisfaire les retraits de dépôt, la banque a commencé à vendre ses actifs à perte. La société a réalisé une perte de 718 millions de dollars sur les ventes d'actifs liés au retrait au cours du seul quatrième trimestre fiscal de 2022. La banque, dans une déclaration publique, a déclaré qu'elle était solvable à la fin du quatrième trimestre 2022, avec un bilan contenant des actifs de 4,6 milliards de dollars en espèces et 5,6 milliards de dollars en titres de créance liquides, avec 3,8 milliards de dollars en obligations de dépôt. Silvergate, confronté à de fortes contraintes financières dans les mois à venir, a emprunté 3,6 milliards de dollars à la Federal Home Loan Bank de San Francisco afin de contenir les dommages financiers causés par le rythme rapide des retraits, bien que la banque ait continué à vendre des titres à perte en janvier et février 2023 pour couvrir des retraits supplémentaires. Silvergate a écrit dans un dossier réglementaire le 1er mars que la banque risquait de perdre son statut de banque bien capitalisée et que la banque faisait face à des risques liés à sa capacité à poursuivre ses activités.
Face aux pertes continues des ventes de titres au prix du marché, Silvergate Bank s'est effondrée, publiant un avis public le 8 mars 2023, indiquant qu'elle ferait l'objet d'une liquidation et restituerait tous les fonds déposés à leurs propriétaires respectifs.

### Silicon Valley Bank
La Silicon Valley Bank a enregistré une augmentation de ses dépôts pendant la pandémie de Covid-19, lorsque le secteur technologique a connu une période de croissance. En 2021, elle a acheté des bons du Trésor à long terme pour capitaliser sur l'augmentation des dépôts. Cependant, la valeur marchande actuelle de ces obligations a diminué lorsque la Réserve fédérale a relevé les taux d'intérêt pour freiner la poussée d'inflation de 2021-2023. La hausse des taux d'intérêt a également augmenté les coûts d'emprunt dans l'ensemble de l'économie et certains clients de la Silicon Valley Bank ont commencé à retirer de l'argent pour répondre à leurs besoins de liquidités. Afin de lever des fonds pour payer les retraits de ses déposants, la SVB a annoncé le 8 mars qu'elle avait vendu pour plus de 21 milliards de dollars de titres, emprunté 15 milliards de dollars et organiserait une vente d'urgence de certaines de ses actions propres pour lever 2,25 milliards de dollars. L'annonce, associée aux avertissements d'éminents investisseurs de la Silicon Valley, a provoqué une ruée vers les banques alors que les clients retiraient des fonds totalisant 42 milliards de dollars le lendemain.
Le 10 mars 2023, à la suite de la panique bancaire, le Département californien de la protection financière et de l'innovation (en) (DFPI) a saisi SVB et l'a placée sous séquestre de la Federal Deposit Insurance Corporation (FDIC). La FDIC a créé une banque nationale d'assurance-dépôts (en), la Banque nationale d'assurance-dépôts de Santa Clara, pour gérer les dépôts assurés et a annoncé qu'elle commencerait à verser des dividendes pour les dépôts non assurés la semaine suivante. Les dividendes ont été financés par le produit de la vente des actifs de la SVB. Quelque 89% des 172 milliards de dollars de passifs de dépôts de la banque dépassaient le maximum assuré par la FDIC,. Deux jours après l'échec, la FDIC a reçu une autorisation exceptionnelle du Trésor et a annoncé conjointement avec d'autres agences que tous les déposants auraient pleinement accès à leurs fonds le lendemain matin,.
Les experts ont déclaré qu'il était peu probable que l'effondrement de SVB pose un risque systémique pour le système financier américain. Cependant, bien que les experts pensent que ces effets sont temporaires, l'effondrement de la banque a créé des difficultés parmi certaines startups technologiques, et les entreprises détenant d'importants dépôts non assurés et de faibles flux de trésorerie étaient confrontées à des risques importants,,,.

### Signature Bank
Alors que les prix des crypto-monnaies ont chuté de manière significative en 2022, en particulier après l'effondrement de l'échange de crypto-monnaie FTX, les déposants de Signature Bank ont commencé à retirer des dépôts à hauteur de milliards de dollars. À la fin de 2022, les dépôts de la banque totalisaient environ 88,6 milliards de dollars, contre 106,1 milliards de dollars de dépôts détenus au début de l'année, lorsque plus d'un quart des dépôts étaient détenus par des entités liées aux actifs numériques. Vers la fin de 2022, Signature Bank a rompu ses liens commerciaux avec l'échange de crypto-monnaie Binance, cherchant à réduire l'exposition de la banque au risque associé au marché de la crypto-monnaie. Selon Barney Frank, membre du conseil d'administration de Signature Bank, Signature Bank a été touchée par une ruée bancaire de plusieurs milliards de dollars le vendredi 10 mars, les déposants exprimant leur inquiétude quant aux risques liés à la crypto-monnaie affectant la banque. La confiance des investisseurs dans la banque a également été fortement ébranlée et les actions de la banque ont chuté de 23% ce vendredi, le jour où la Silicon Valley Bank s'est effondrée, marquant la plus forte baisse en une journée de la valeur de la Signature Bank durant ces 22 ans d'histoire.
Le 12 mars 2023, deux jours après l'effondrement de Silicon Valley Bank, Signature Bank a été fermée par les régulateurs du Département des services financiers de l'État de New York (en) dans ce qui est devenu le troisième plus grand effondrement bancaire de l'histoire des États-Unis. La banque s'est avérée incapable de conclure une vente ou de renforcer ses finances avant l'ouverture des marchés lundi matin afin de protéger ses actifs après que les clients ont commencé à retirer leurs dépôts en faveur de plus grandes institutions, et les actionnaires de la banque ont perdu tous les fonds investis. La banque a été placée sous séquestre par la FDIC, qui a immédiatement créé Signature Bridge Bank (en), une banque nationale, afin d'exploiter ses actifs commercialisés aux soumissionnaires.

## Réactions fédérales
En réponse aux faillites bancaires de mars, le gouvernement fédéral américain a pris des mesures extraordinaires pour atténuer les retombées sur le secteur bancaire. Le 12 mars, la Réserve fédérale a créé le Bank Term Funding Program (BTFP), un programme de prêt d'urgence offrant des prêts d'une durée maximale d'un an aux banques, associations d'épargne, coopératives de crédit et autres institutions de dépôt éligibles qui promettent des bons du Trésor américain, dettes d'agence et titres adossés à des créances hypothécaires, et autres actifs éligibles en garantie. Le programme est conçu pour fournir des liquidités aux institutions financières, à la suite de l'effondrement de la Silicon Valley Bank et d'autres faillites bancaires, et pour réduire les risques associés aux pertes non réalisées actuelles dans le système bancaire américain qui totalisaient plus de 600 milliards de dollars au moment du lancement du programme. Financé par le Fonds d'assurance-dépôts, le programme offre des prêts d'une durée maximale d'un an aux emprunteurs éligibles qui mettent en gage certains types de titres, notamment des bons du Trésor américain, des dettes d'agence et des titres adossés à des hypothèques. La garantie sera évaluée au pair au lieu de la valeur sur le marché libre, une banque peut donc emprunter sur des valeurs d'actifs qui n'ont pas été dépréciées par une série de hausses de taux d'intérêt depuis 2022. Le Département du Trésor mettra à disposition jusqu'à 25 milliards de dollars de son Fonds de stabilisation des changes comme filet de sécurité pour le programme.
Le président Joe Biden a fait une déclaration sur les faillites bancaires le 13 mars et a affirmé que l'intervention du gouvernement n'était pas un plan de sauvetage et que le système bancaire était stable,.

## Impact plus large
Le 13 mars, les actions des banques régionales ont chuté. Les actions de la First Republic Bank ont chuté de 67 %.